# ویلی می
ویلی می (انگلیسی: Willie May؛ ۱۱ نوامبر ۱۹۳۶ – ۲۸ مارس ۲۰۱۲) ورزشکار دو و میدانی اهل ایالات متحده آمریکا بود.
وی در مسابقات کشوری و بین‌المللی در مجموع برندهٔ ۲ مدال نقره شده‌است.